# Назин, Сергей Анатольевич
Серге́й Анато́льевич На́зин (род. 16 июля 1987, Бузулук) — российский спортсмен, призёр чемпионата мира 2019 года, МСМК России (Прыжки в воду).

## Биография
Тренируется у ЗТр РФ М.Постникова. В 2010 году стал чемпионом России на 10-метровой вышке и бронзовым призёром в синхронных прыжках с вышки. Чемпион России 2013 года в синхронных прыжках с 10-метровой вышки. 
Является студентом Оренбургского государственного университета. На Универсиаде 2013 года в Казани показал 7-й результат на 1-метровом трамплине и 6-й результат - на вышке. Стал серебряным призёром в командном зачёте.
На чемпионате Европы 2013 года был 5-м на 1-метровом трамплине и 4-м - на вышке.
Участник чемпионата мира 2013 года в испанской Барселоне.